# Ane Brun
Ane Brun (født Ane Brunvoll den 10. marts 1976 i Molde, Norge ) er en sangskriver, guitarist og sanger, datter af advokat Knut Anker Brunvoll (f. 1945) og jazzsanger og pianist Inger Johanne Brunvoll (f. Kvien), og den ældre søster til sanger Mari Kvien Brunvoll (f. 1984) og yngre søster til fotograf Bjørn Brunvoll (f. 1973).  Siden 2003 har hun indspillet otte albums, seks der er studiealbums (herunder en samling af duetter) og en live-dvd. Hun har boet i Stockholm siden 2001, hvor hun skriver og driver sit eget pladeselskab (Balloon Ranger Recordings), når hun ikke er på turné. 

## Diskografi

### Albums
Studiealbums
| År   | Album                     | Højeste placering | Højeste placering | Højeste placering | Højeste placering | Højeste placering | Højeste placering | Certificering  |
| År   | Album                     | NOR               | BEL (Fl)          | DEN               | FR                | NED               | SWE               | Certificering  |
| ---- | ------------------------- | ----------------- | ----------------- | ----------------- | ----------------- | ----------------- | ----------------- | -------------- |
| 2003 | Spending Time with Morgan | 19                | –                 | –                 | –                 | –                 | –                 |                |
| 2005 | A Temporary Dive          | 1                 | –                 | –                 | –                 | –                 | 12                | NOR: Platin    |
| 2005 | Duets                     | 2                 | –                 | –                 | –                 | –                 | 40                | NOR: 2x Platin |
| 2008 | Changing of the Seasons   | 1                 | –                 | –                 | –                 | 48                | 2                 | NOR: Guld      |
| 2008 | Sketches                  | 15                | –                 | –                 | –                 | –                 | –                 |                |
| 2011 | It All Starts with One    | 1                 | 67                | 36                | 159               | 13                | 1                 | NOR: Platin    |
| 2015 | When I'm Free             | 4                 | 72                | –                 | –                 | 12                | 3                 |                |
| 2017 | Leave Me Breathless       | 3                 | 75                | –                 | –                 | 76                | 5                 |                |

Livealbums
| År   | Album                                                    | Højeste placering | Højeste placering | Certificering |
| År   | Album                                                    | NOR               | SWE               | Certificering |
| ---- | -------------------------------------------------------- | ----------------- | ----------------- | ------------- |
| 2007 | Live in Scandinavia                                      | 11                | 12                |               |
| 2009 | Live at Stockholm Concert Hall                           | 7                 | 5                 |               |
| 2018 | Live at Berwaldhallen (with the Swedish RSO and Hans Ek) |                   | 54                |               |

Opsamlingsalbum
| År   | Album             | Højeste placering | Højeste placering | Certificering |
| År   | Album             | NOR               | SWE               | Certificering |
| ---- | ----------------- | ----------------- | ----------------- | ------------- |
| 2013 | Songs 2003 - 2013 | 2                 | 6                 |               |
| 2013 | Rarities          | 21                | -                 |               |

### EP'er
- 2001: What I Want
- 2001: Wooden Body
- 2004: My Lover Will Go

### DVD*er
- 2009: Live at Stockholm Concert Hall (også udgivet som album i Sverige)

### Singler
Solo
| År   | Single             | Højeste placering | Højeste placering | Højeste placering | Certificering | Album                                  |
| År   | Single             | DEN               | NOR               | SWE               | Certificering | Album                                  |
| ---- | ------------------ | ----------------- | ----------------- | ----------------- | ------------- | -------------------------------------- |
| 2004 | "My Lover Will Go" | –                 | –                 | 39                |               | A Temporary Dive                       |
| 2008 | "Big in Japan"     | –                 | –                 | 3                 |               | Bonus track on Changing of the Seasons |
| 2008 | "True Colors"      | –                 | –                 | 5                 |               | Bonus track on Changing of the Seasons |
| 2013 | "Oh Love"          | 23                | –                 | –                 |               | It All Starts with One                 |

Gæsteoptræden
| År   | Single                                                                          | Højeste placering | Højeste placering | Certificring | Album |
| År   | Single                                                                          | NOR               | SWE               | Certificring | Album |
| ---- | ------------------------------------------------------------------------------- | ----------------- | ----------------- | ------------ | ----- |
| 2005 | "Lift Me" (Madrugada feat. Ane Brun)                                            | 1                 | 44                |              |       |
| 2015 | "Can't Stop Playing (Makes Me High)" (Dr. Kucho! & Gregor Salto feat. Ane Brun) | –                 | –                 |              |       |

Andre singler
- 2003: "Are They Saying Goodbye"
- 2003: "Humming One of Your Songs"
- 2004: "I Shot My Heart"
- 2005: "Song No. 6"
- 2006: "Rubber & Soul" feat. Teitur
- 2006: "Balloon Ranger"
- 2008: "Headphone Silence" (Henrik Schwarz/DF Remix)
- 2009: "To Let Myself Go" (Malkyl Remix)
- 2011: "Do You Remember"
- 2015: "Directions"
- 2015: "Shape Of A Heart"

### Optræder også på
- Songs Of The Siren (Starbucks Hear Music, 2013)
- Beginner's Guide to Scandinavia 3CD-album (Nascente, 2011)
- Peter Gabriel - New Blood Live In London Blu-ray (Realworld, 2011)